# 混凝土對環境的影響
混凝土對環境的影響（英語：Environmental impact of concrete）相當複雜，包含混凝土的製作和應用，部分來自用其興建的建築物和基礎設施所產生的直接影響，加上二氧化碳排放。全球二氧化碳總排放量中有4-8%與混凝土相關，依情況而定。這些影響主要是由水泥所造成（參見水泥#environmental and social impacts）。
水泥產業是二氧化碳（一種強效溫室氣體）的主要生產來源之一。混凝土會對地球上最肥沃的土壤 - 表土 - 造成破壞。混凝土構建出堅硬的地面，導致地表徑流發生，而逕流會造成土壤侵蝕、水污染和洪水。但混凝土又是建構設施以蓄水、分流和轉移洪水與土石流等，成為最有效的防洪工具之一。由於淺色混凝土的反照率較高，可降低城市產生的熱島效應。 但實際上原始植被的好處會高過混凝土。建築物在受拆除和自然災害破壞後，所釋放的混凝土粉塵是危險空氣污染的主要來源。混凝土中含有的某些物質（包括有用的和不需要的添加劑），會因其毒性和放射性（通常是自然發生）而引起健康問題。濕混凝土具有強鹼性，處理時需使用適當的防護設備。為響應高漲的環保意識、立法和經濟考量，對於混凝土回收的做法也逐漸增加。反之，由於使用混凝土，會減少使用如木材等替代材料，而木材是種自然的碳截存材料。

## 二氧化碳排放與氣候變化
水泥產業是全球兩個最大的二氧化碳生產來源之一，佔人為排放總量的5%，其中50%來自製造時的化學過程，40%則由使用化石燃料而產生。為製造結構用混凝土（使用約14%的水泥）而產生的二氧化碳估計為410公斤/立方米（約180公斤/公噸@2.3克/立方公分的密度，如加入30%的飛灰以取代水泥，排放量可減少為290公斤/立方米）。混凝土產生的二氧化碳排放量，與加入混凝土中的水泥數量成正比。製造每噸水泥會排放900公斤二氧化碳，佔與一般混凝土相關排放量的88%。製造水泥，會因碳酸鈣受熱分解為石灰和二氧化碳，即直接產生二氧化碳，也因主要是使用化石燃料，而間接產生二氧化碳。
在混凝土的生命週期中，一個值得注意之處是其每單位質量的隱含能量非常低。主要是因為混凝土結構中使用的材料，如大量的骨材、火山灰和水，通常可從當地取得。此表示混凝土的隱含能源中，運輸所佔的僅為7%，而生產水泥的則佔70%。混凝土的總隱含能量為16.9億焦耳/公噸，在大多數常見的建材中，混凝土每單位質量的隱含能量僅高於木材。但因混凝土結構質量龐大，這種低隱含能量並不會直接影響到實際決策。值得注意的是這種隱含能量是假設混合比率中飛灰最多僅佔20%而產生。據估計，使用飛灰替代1%的水泥，可讓能源消耗減少0.7%。有些提議的混凝土中含有多達80%的飛灰，即表示能節省相當多的能源。
波士頓諮詢公司於2022年發表的的報告說，投資開發更環保的水泥，比投資在更環保的發電設施和航空業，可減少更多溫室氣體排放。

## 緩解

### 設計改善
學術界和工業界對減少與混凝土相關的碳排放的興趣日益增加，特別是為應對未來可能會徵收的碳稅。目前已提出幾種減少排放的方法。

#### 水泥生產和使用
生產水泥會產生如此之高碳排放的原因之一，是因為必須把原料加熱到非常高的溫度，才能形成熟料。造成此情況的罪魁禍首是矽酸三鈣石(Ca3SiO5)，此為混凝土中的一種礦物，會在澆注後數小時內固化，在很大程度上產生初始強度。但矽酸三鈣石在熟料形成過程中必須加熱到1,500 °C。一些研究顯示矽酸三鈣石可被不同的礦物替代，例如矽酸二鈣石 (Ca2SiO4)。矽酸二鈣石也是種用於混凝土的礦物，加熱溫度為1,200℃，明顯低於矽酸三鈣石所用的。此外，固化後的矽酸二鈣石會更堅固，但需要幾天或幾個月的時間才能完全凝固，而混凝土在其完全固化前呈較脆弱狀態。目前的研究重點是找出能加速固化的添加劑，例如鎂。需注意的是矽酸二鈣石需要消耗更多的能量來研磨，讓其在整個生命週期中的影響與壽命和矽酸三鈣石相似，甚至更高。
另種方法是用飛灰、底灰和爐渣等來部分替代熟料，前三者都是別種產業的副產品，通常會送往垃圾掩埋場棄置。飛灰和底灰來自火力發電廠，而爐渣是鋼鐵業高爐產生的廢棄物。這類添加物正緩慢開始流行，特別是由於它們可增加混凝土強度、降低密度並延長耐久性。 
更廣泛利用飛灰和礦渣的主要障礙，在很大程度上是這類做法尚未經長期考驗。在徵收碳稅發生之前，縱然如此做可減少碳排放，業者仍不願冒險採用新的配方。但已有些“綠色”混凝土建議及實例發生。其中一例是家名為Ceratech的混凝土公司，已開始生產含有95%飛灰和5%液體添加劑的混凝土。另一個是I-35W聖安東尼瀑布大橋，這座橋用新穎的混凝土建造，在不同的橋樑部分及其不同的材料特性需求而採用不同的波特蘭水泥、飛灰和礦渣組合。
此外，生產混凝土需用到大量的水，全球在此的用水量幾乎佔工業用水總量的10分之1，相當於全球用水總量的1.7%。 一篇發表在2018年期刊《Nature Sustainability》上的研究報告，預測未來混凝土生產將會對易受乾旱影響地區增加水資源壓力：“到2050年，75%的混凝土生產預測將發生在會缺水的地區。

#### 混凝土碳化作用
混凝土的碳化作用是透過化學反應形成碳酸鈣 (CaCO3)。 碳化的速度主要由混凝土中的孔隙率和含水量決定。在混凝土孔隙中的碳化只有在相對濕度（relative humidity ，RH）為40-90%時才會發生，當RH高於90%時，二氧化碳無法進入混凝土孔隙，而當RH低於40%時， 二氧化碳無法溶入水中。

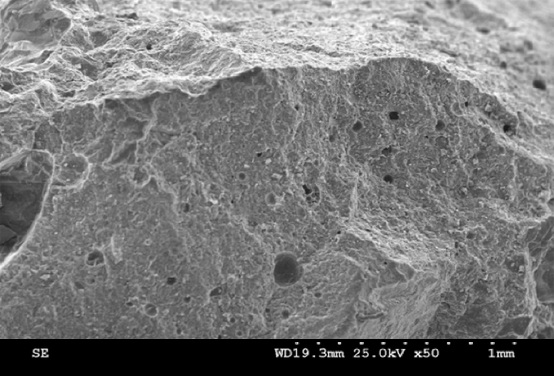
在剛攪拌及夾帶空氣的混凝土，其中的孔隙。

混凝土在很大程度上會發生兩種類型的碳化：風化碳化和早期碳化。
當鈣合成物與大氣和水中的二氧化碳反應時，就發生混凝土風化碳化。
在混凝土孔隙中的二氧化碳反應過程如下：
首先，二氧化碳經化學風化，在混凝土孔隙中與水反應，生成碳酸：
{\displaystyle {\ce {CO2 + H2O <=> H2CO3}}}
二氧化碳 + 水 → 碳酸
然後碳酸與碳酸鈣反應：
Ca(OH)2 + H2CO3 → CaCO3 + 2H2O
碳酸 + 碳酸鈣 → 碳酸氫鈣
一旦氫氧化鈣 (Ca(OH)2) 碳化，水泥的主要成分 - 水合矽酸鈣（簡寫為C-S-H）凝膠會脫鈣，游離的CaO（氧化鈣）碳化：
H2CO3 + CaO → CaCO3 + H2O
早期碳化是指我們將二氧化碳引入早期新拌混凝土，或發生在初始固化時，這過程既可通過暴露而自然發生，也可通過增加直接吸入而加速。氣態二氧化碳轉化為固體碳酸鹽，可永久存在混凝土中而降低排放，對水泥中的二氧化碳和水合矽酸鈣的一般反應在1974年描述如下：
C3S + 3 CO2 + H2O → C-S-H + 3CaCO3 + 347 kJ/mol
C2S + 2 CO2 + H2O → C-S-H + 2CaCO3 + 184 KJ/mol
有間加拿大公司取得一項新的技術專利，並將其商業化，該技術使用早期碳化來封存二氧化碳。過程為把第三方工業排放的二氧化碳回收，製成液態二氧化碳，在混凝土濕拌階段直接注入來完成。經化學反應，二氧化碳變成礦物，把原為溫室氣體的污染物長期存放於混凝土造的基礎設施、建築物、道路等之中。此外，在《清潔生產雜誌》上發表的研究報告，作者建立一個模型，證明二氧化碳可提高混凝土的抗壓強度，既可減少二氧化碳排放，又可減少水泥用量（“碳足跡減少4.6%”）。
另一種捕捉排放物的建議是在混凝土固化時利用添加物（矽酸二鈣y相）以吸收過程中的二氧化碳。理論上在混凝土中使用飛灰或其他合適的替代品，可讓二氧化碳排放量到0公斤/立方米的程度，而加入波特蘭水泥的排放量則為400公斤/立方米。
在2019年8月，有項減少二氧化碳排放的水泥，“把預鑄混凝土的整體碳足跡減少70%”。這類水泥的主要成分是矽灰石 (CaSiO3)和矽鈣石(rankinite，3CaO·2SiO2)，而傳統的波特蘭水泥的主要成分是矽酸三鈣石及矽酸二鈣石。
製作混凝土的專利工藝始於通過液相燒結讓顆粒結合，也稱為水熱液相緻密化 (rHLPD)。混有二氧化碳的水分滲透到顆粒中，與環境條件反應後結合，產生減量石灰的非水合矽酸鈣水泥 (CSC)。此外，傳統波特蘭混凝土與這類碳化矽酸鈣混凝土 (CSC-C) 之間的區別在於水-二氧化碳溶液和矽酸鈣系列之間的固化過程反應：“CSC-C固化是溫和的放熱反應，CSC中的低石灰矽酸鈣在水存在下，與二氧化碳反應生成方解石 (CaCO3) 和二氧化矽 (SiO2)，如反應II和III所示。
II. CaO.SiO2 + CO2 → H2O CaCO3 + SiO2
III: 3CaO.2SiO2 + 3CO2 → H2O 3CaCO3 + 2SiO2" 
雖然早期碳化方法因其有大量的碳封存能力而獲得認可，但一些研究報告作者認為早期碳化固化對預鑄混凝土在風化碳化作用下：“實驗結果顯示，具有高水/水泥比率(>0.65>0.65)的早期碳化混凝土，更易受到風化碳化的影響"，並認為這可能會削弱混凝土使用壽命中在腐蝕階段的強度。
義大利水泥專業公司Italcementi設計出一種水泥，據稱可利用加入的二氧化鈦吸收紫外線，把與混凝土接觸到的污染物分解，而能減輕空氣污染。但有些環境專家持懷疑態度，並想知道這種特殊材料是否可“吃掉”足夠多的污染物，而產生足夠經濟效益。在羅馬的仁慈天父堂就是用這種混凝土所建造。
對混凝土要考慮的另一方面是位於寒冷氣候條件地區，經常暴露於除冰鹽和凍融循環（霜凍作用）而產生的表面結垢。利用碳化固化製作的混凝土在遭受物理降解（例如凍融循環破壞）時也表現出優異的性能，特別是由於碳化物沉澱所產生的孔隙緻密化結果。
一些研究把減少二氧化碳排放與混凝土生產做聯繫，但這些研究大多是由提出解決方案或是與混凝土產業相關的作者所撰寫，而會引起人們對這類解決方案有漂綠的擔憂。混凝土的二氧化碳排放來自其中的水泥，減少水泥用量才是唯一經過驗證的的方法。

#### 光觸媒減少霧霾
二氧化鈦（TiO2） 是種具有光觸媒功能的半導體材料，已被用於去除大氣中的氮氧化物（NOx）。NO x（一氧化氮和二氧化氮）是導致酸雨和霧霾的大氣氣體，兩者都由城市污染所造成。由於NO x僅在高溫下發生，因此通常是燃燒碳氫化合物的副產品。NO x除會導致城市污染外，還被證明會對健康和環境造成廣泛負面影響，包括引發呼吸窘迫、與其他大氣化學物質反應形成臭氧、硝基芳烴和三氧化氮等有害物質，以及加劇溫室效應。
世界衛生組織 (WHO) 建議的的最大（NOx）濃度為40微克/立方米。 有項降低NOx濃度（尤其是在城市環境中）的建議，是把有光觸媒作用的二氧化鈦加入混凝土，把NO和NOx氧化，而形成硝酸鹽。經過光照，二氧化鈦產生電子和電洞，讓NO氧化成NOx，而後NOx通過羥基自由基攻擊而形成硝酸（HNO3）。
分子吸附：
O2 + site → Oads
H2O + site → H2Oads
NO + site → NOads
NO2 + site → NO2ads
二氧化鈦啟動而產生電子與電洞：
TiO2 + hν → e− + h+
捕捉電子與電洞：
h+ + H2Oads → OH· + H+
e− + O2ads → O2−
羥基自由基攻擊：
NOads + OH· → HNO2
HNO2 + OH· → NO2ads + H2O
NO2ads + OH· → NO3− + H+
電子與電洞重組：
e− + h+ → heat
另一種氧化途徑是用紫外線照射而形成硝酸。 

#### 嵌入式太陽能電池
有建議在混凝土嵌上染料敏化太陽能電池，作為減少建築物碳足跡和能源足跡的方法。混凝土的表層嵌有薄膜式染料敏化太陽能電池，能在現場發電，加上電池後，可全天提供恆定的電力。染料敏化太陽能電池特別有吸引力，因為它易於通過滾筒印刷或塗抹方式而做大規模生產，且具有達10+%的換電效率。此概念被商業化的例子是德國公司Discrete，該公司用噴塗法把可發電的有機染料塗佈在混凝土表層。

#### 儲能
儲能技術已成許多可再生能源發電的重要考慮因素，尤其是對通行的太陽能或風能等發電技術，這兩種方法都是間歇性的發電方式，需經儲存才能持續使用。目前世界上96%的儲能來自抽水蓄能，抽水蓄能可利用多餘的電力將水抽到大壩後的蓄水庫，然後在高額電力需求時放水，推動輪機發電。但抽水蓄能的問題在於必須設在特定的地點，而這類地點不易覓得。瑞士新設立公司Energy Vault已實現使用水泥代替水的類似概念。方法是創建一個設施，有電動起重機，周圍堆疊有35噸重的混凝土塊（可由廢料生產），透過使用多餘的電力提升和堆疊混凝土塊。當需要額外電力時，讓混凝土塊降下，轉動機器發電，把電力送回電網。這種裝置的儲存電量為25-80兆瓦時（MWh）。 

#### 其他改進
對於混凝土還有許多改進，但均不直接處理排放問題。最近有許多關於“智能”混凝土的研究：透過電信號和機械信號來偵測混凝土的負載條件變化。有種在混凝土中加入碳纖維增強材料，可提供電信號以偵測混凝土的負載條件。而在不需安裝傳感器的情況下即能監測混凝土的結構完整性。
道路建設和維護產業為確保路邊和城市基礎設施的安全，每天要耗用大量具有碳密集性質的混凝土。隨著人口增長，這種基礎設施越來越容易受到車輛的影響，造成不斷增加的損壞和廢棄循環，並不斷增加混凝土用量。最近在基礎設施產業的重大發展是使用回收的石油廢料來保護混凝土，免受損壞，並讓現有基礎設能在不受干擾的情況下接受輕鬆的維護和更新。這種簡單的創新為項目整個生命週期的基礎提供保障。
另一種研究是創造所謂的月球混凝土（無需用水），可用於理論上的月球殖民，另有理論上用於火星殖民的混凝土（AstroCrete）。最常見的是使用硫作為非反應性粘合劑，可在無水或很少水的環境中建造混凝土結構。這類混凝土在許多方面與普通水工混凝土並無區別：具有相似的密度，可使用現有的鋼筋，而且比普通混凝土更快固化，建立強度。這種應用尚未在地球上受到探索，但考慮到生產混凝土會耗用一些開發中國家總能源的三分之二，任何改進方法均值得考慮。

### 用途變化
混凝土是世界上最古老的人造建築材料之一，但其製造和使用會因碳足跡問題而產生甚大的關切。製造商透過改變混凝土的生產工藝，和回收舊混凝土碎塊作為新混凝土中的骨材以達到減排效果。人類使用混凝土的證據可追溯到8,000多年前。根據國際能源署（IEA）發佈的報告，波特蘭水泥是混凝土中的主要結合劑，到2050年時用量會因都市化及人口增長而增加23%。但生產波特蘭水泥會造成大量二氧化碳排放，為減降低這類對於環境的負面影響，從廢料中尋求替代性結合劑就成為極重要的目標。從廢料生產的補充結合材料（supplementary cementitious materials (SCMs) ，最多可取代80%的波特蘭水泥。

### 混凝土替代品
事實上混凝土有很多替代品。一種是由來自不同產業的回收廢料所生產的綠色混凝土，另一種稱為Ashcrete，由飛灰、硼酸鹽、底灰、氯化合物和水混合製成，其功能類似於水泥。黑色爐渣也是一種有力的替代品，由鐵水渣與矽粉、紙混凝土、複合水泥、碎玻璃及水混合而成。 
根據整體所需或使用的其他材料數量，以確保每棟建築物的結構穩定性，所採用的材料也會對環境產生重大的負面影響。例如截至2021年，雖然減少鋼鐵生產排放的研究和開發已在進行，此產業的溫室氣體排放總量仍佔全球的約8%，
黏土
粘土混合物可當作混凝土的替代材料，具有較低的環境足跡。第一個3D列印房屋原型（名為Tecla house）於2021年完成，所用的建材是當地的土壤、水及稻殼纖維，加上粘合劑後列印而成。這樣的建築會非常便宜、隔熱良好、穩定且防風雨、適應當地氣候、可定製、生產迅速、知識傳輸容易、需要較少能源、產生很少廢棄物，且減少因生產混凝土而產生的碳排放。

## 地表徑流
當水從不透水地表（如無空隙混凝土）流經時，會導致嚴重的土壤侵蝕和洪水。城市徑流往往會從人行道、道路和停車場攜帶汽油、機油、重金屬、垃圾和其他污染物。一個典型城市的不透水地面所產的徑流是面積類似典型林地的5倍。美國國家學院在2008年發表的報告把城市徑流確定為水質問題的主要來源。
為抵消不透水混凝土的負面影響，許多新的鋪路工程開始使用透水混凝土，這種建材提供一定程度的自動暴雨雪水管理。透水混凝土是把具有專門設計骨材的混凝土塊，精心鋪設而成，可讓地表徑流滲透而進入地下水。既可以防止洪水氾濫，又有助於地下水補給。如果設計和鋪設得當，透水混凝土和其他謹慎鋪設的區域也可防止某些有害物質（如油類和其他化學物質）通過，而發揮自動過濾的作用。不幸的是透水混凝土仍具有缺點，無法大規模應用：透水混凝土的強度比傳統混凝土為低，只能在低負荷區域使用，並且必須適當舖設，以減少凍融作用的破壞和沈積物堆積。

## 城市熱
混凝土和瀝青路面都是造成所謂的城市熱島效應的主要因素。根據聯合國經濟和社會事務部的數據，全球55%的人口居住在城市地區，預計到2050年，比率將提高到68%；此外，“到2060年，預計世界將增加2,300億平方米（2.5兆平方英尺）的建築物，或相當於當前全球已有建築的面積。相當於在未來40年內，每隔34天，地球會增加一個完整的紐約市。因此鋪砌表面是個重要問題，這類設施會產生額外的能源消耗和空氣污染。
一項對反照路面和建築物之間相互作用的研究發現，除非附近的建築物安裝反照玻璃，否則從路面反射的太陽輻射會增加建築物的溫度，增加空調需求。
此外，針對覆蓋典型美國城市約3分之1面積的人行道的熱傳遞也會影響當地溫度和空氣品質。熱表面通過對流讓城市空氣變暖，因此採吸收較少太陽能的材料，例如高反照率路面，可減少熱量流入城市並緩和熱島效應。目前使用的路面材料表面反照率，範圍約在0.05到約0.35。在典型的使用壽命期間，開始時具有高反照率的路面材料往往會失去反照率，而具有低初始反照率的路面材料會增加反照率。
於紐約的非營利組織公共空間設計信託基金（Design Trust for Public Space）發現，透過略微提高紐約市的反照率值（譬如利用淺色混凝土取代黑色瀝青），可實現節能等好處。但在冬天就可能是個缺點，因為冬天少陽光，材料吸收能量較少，溫度會更低，容易結冰，且結冰會維持較長的時間。
另一個需考慮的是熱舒適性效應，以及對更多緩解策略的需求，這些策略可避免熱度，尤其是在熱浪期間威脅到行人的健康和福祉。一篇發表在2019年《建築與環境（Building and Environment ）》期刊上的研究報告，就熱浪和高反照率材料相互作用的實驗，對義大利北部城市米蘭的影響做預測。通過計算熱浪發生時擁有高反照率材料地區的“地中海戶外舒適指數”(MOCI)，研究發現具有大量高反照率材料地區的微氣候會惡化。使用高反照率材料被發現“會導致多次相互反射發生，隨之增加微氣象變量，例如平均輻射溫度和氣溫。更詳細地說，這些變化導致MOCI增加，在下午時間甚至可以達到0.45個單位。
由於會讓人們暴露在天氣和熱舒適條件下，在做出決策時仍應關注整體城市配置。在城市環境中使用高反照率材料可通過適當結合其他技術和策略（例如：植被、反照材料等）而產生積極影響。緩解城市熱的措施可最大限度減少微氣候以及對人類和野生動物棲息地的影響。

## 混凝土粉塵
拆除建築物和地震等自然災害經常會釋放大量混凝土粉塵進入大氣。阪神大地震產生的混凝土粉塵被認為是危險空氣污染的主要來源。

## 有毒和放射性污染
混凝土中存有某些物質（包括有用的和不需要的添加劑），會引起健康問題。在混凝土建造的住宅中含有天然放射性元素（鉀、鈾、釷和氡），其濃度取決於所用原材料的來源。例如有些岩石會自然釋放氡，而鈾曾在礦山廢棄物中很常見。由於核事故造成的污染，讓人可能在無意中接觸有毒物質。混凝土建築物在拆除或倒塌時產生的粉塵會導致嚴重的健康問題，但也取決於混凝土中摻入的物質。但在混凝土中嵌入有害材料並非總是危險，也可能有益。在某些情況下，在水泥的水化過程中加入某些化合物（例如金屬），可將其固定，並防止它們釋放到別處。

## 操作注意事項
處理濕混凝土時必須持續穿戴適當的防護設備。<>由於水泥和水的混合物具有腐蝕性，接觸後會造成皮膚化學灼傷。由於溶液中存在游離氫氧化鉀和氫氧化鈉 (pH值約13.5)，新拌合的水泥與水的pH值呈強鹼性，必須正確保護眼睛、手和腳，避免直接接觸濕混凝土，接觸後必須立即清洗。<

## 混凝土回收

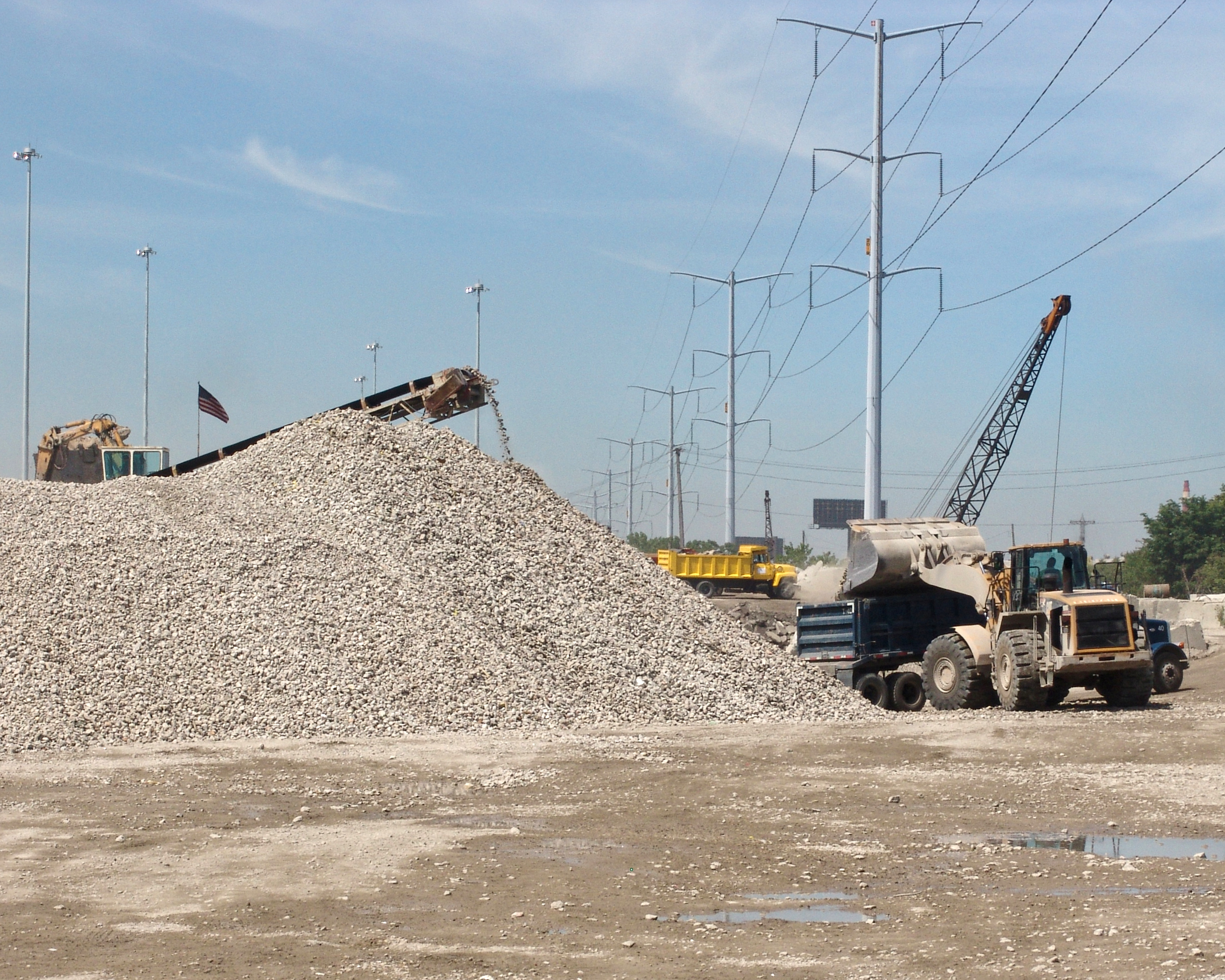
回收混凝土經壓碎後，裝入半傾斜卡車，作礫石填充料使用。

拆除混凝土結構後作回收，是種越來越普遍的做法。經破碎後的混凝土曾被例行運送往垃圾掩埋場棄置，但由於環境意識、政府法律要求和經濟效益的提高，回收的做法正增加中。
拆卸的混凝土必須不含垃圾、木材、紙張和其他類似材料，通常與瀝青、磚塊和岩石一起，運用破碎機處理成小碎塊後再利用。
強化混凝土中包含鋼筋和其他金屬增強材料，這些材料可用磁鐵收集，運到別處回收。剩餘的骨塊按大小分類。較大的會再利用破碎機處理。較小的用作新建築項目的礫石。骨材礫石作為鋪設道路的底層，上面再舖上新鮮混凝土或瀝青。粉碎的再生混凝土如果不含有污染物，有時可用作全新混凝土的乾骨材，但有些實驗顯示回收的混凝土骨材的強度和耐用性不如新鮮的骨材。這種問題可透過加入飛灰等材料予以改善。